# Akte X – Die unheimlichen Fälle des FBI/Staffel 7
Die Erstausstrahlung der siebten Staffel der US-Mystery-Fernsehserie Akte X – Die unheimlichen Fälle des FBI war vom 7. November 1999 bis zum 21. Mai 2000 auf dem US-amerikanischen Sender Fox zu sehen. Die deutschsprachige Erstausstrahlung sendete der deutsche Free-TV-Sender ProSieben vom 9. Oktober 2000 bis zum 19. März 2001.

## Handlung
| Nr. (ges.) | Nr. (St.) | Deutscher Titel                  | Originaltitel            | Erstausstrahlung USA | Deutschsprachige Erstausstrahlung (D) | Regie            | Drehbuch                                    |
| --- | --------- | -------------------------------- | ------------------------ | -------------------- | ------------------------------------- | ---------------- | ------------------------------------------- |
| 140 | 1         | Böse Zeichen – Teil 1            | The Sixth Extinction (1) | 7. Nov. 1999         | 9. Okt. 2000                          | Kim Manners      | Chris Carter                                |
| Scully untersucht das an der Elfenbeinküste gefundene UFO, als sie in ihrem Zelt einen afrikanischen Eingeborenen erblickt, der sofort wieder verschwindet. Kurz darauf ist ihr gesamtes Zelt von Insekten bevölkert. In den USA besucht Direktor Skinner Mulder im Georgetown Memorial Hospital. Mulder scheint noch immer nicht bei Sinnen zu sein, doch heimlich steckt er Skinner einen Hilferuf zu. Scully bekommt Unterstützung von Merkmellens Kollegin Dr. Amina Ngebe, die Scully wegen ihrer Erscheinung warnt. Schon bald geschehen mysteriöse Dinge und dann kommt noch Dr. Barnes hinzu. Auf Mulders Geheiß hin kontaktiert Skinner Michael Kritschgau und bringt ihn zu Mulder. Kritschgau gelingt es mit Hilfe eines Medikaments Mulders Gehirnaktivitäten zu senken, sodass dieser wieder sprechen kann. Mulder weist auf Fowleys Verbindungen zum Krebskandidaten hin. In Afrika können Scully und Dr. Barnes Teile der Inschriften auf dem UFO entziffern, doch Barnes wird immer seltsamer und hindert Scully und Ngebe zu gehen. Er bemerkt dann, dass das UFO tote Fische wieder lebendig werden lässt, woraufhin die beiden Frauen ihn niederschlagen und flüchten. Auf der Flucht hat Scully wieder Erscheinungen des unbekannten Fremden. Kritschgau und Skinner testen Mulders Gehirnaktivitäten und behandeln ihn erneut mit einem Medikament, doch sie werden von Fowley gestört und Mulder erleidet einen Krampfanfall. Barnes tötet in einem Experiment seinen Fahrer, der aber wieder aufersteht und ihn tötet. Scully kommt zurück in die USA, besucht Mulder, während Ngebe in Afrika mit der Polizei am Strand ankommt, die Leiche von Barnes findet, aber zugleich feststellen muss, dass das UFO verschwunden ist. |           |                                  |                          |                      |                                       |                  |                                             |
| 141 | 2         | Tausend Stimmen – Teil 2         | The Sixth Extinction (2) | 14. Nov. 1999        | 16. Okt. 2000                         | Michael Watkins  | David Duchovny, Chris Carter                |
| Nacheinander besuchen Teena Mulder und der Krebskandidat Fox Mulder im Krankenhaus, der immer noch paralysiert ist. Der Krebskandidat verabreicht ihm ein Mittel, wodurch Fox wieder zu Sinnen kommt, und der Krebskandidat erklärt ihm, dass er sein Vater sei und nimmt Mulder mit aus dem Krankenhaus. Kritschgau erklärt Scully, dass Mulders Kontakt mit dem Teil des UFOs das schwarze Öl in ihm wieder aktiviert hat (siehe Staffel 4, Episode 9) und somit ist Mulder der Beweis für außerirdisches Leben. Skinner berichtet Scully, dass Teena ihren Sohn aus dem Krankenhaus abgeholt hätte, doch sie hatte lediglich die Entlassungspapiere unterschrieben. Mulder wird derweil vom Krebskandidaten zu einem Haus in eine unbekannte Nachbarschaft gebracht, wo er auf seinen früheren Informanten Deep Throat trifft, der angibt, seinen Tod nur inszeniert zu haben. Fox trifft schließlich Fowley und die beiden werden intim. Scully findet heraus, dass nicht Teena, sondern der Krebskandidat Fox aus dem Krankenhaus holte und bekommt dann ein Buch über den Glauben der amerikanischen Ureinwohner zugesendet. Sie besucht erneut Kritschgau und findet heraus, dass er ihren PC gehackt hat, sie löscht die Daten und verlässt seine Wohnung. Mulder trifft derweil seine Schwester Samantha, heiratet Fowley und hat Kinder mit ihr. Die Jahre vergehen und Fowley stirbt und es stellt sich heraus, dass er alles nur geträumt hat. Er befindet sich in einer Einrichtung der Regierung und wird von Ärzten untersucht, während er von Fowley und dem Krebskandidaten beobachtet wird. Der Krebskandidat will sich schließlich Teile von Mulders Hirnhaut transplantieren lassen, er hält Mulder für einen Mensch-Alien-Hybriden, der den kommenden Angriff der Aliens überleben wird. In seinem Traum altert Mulder, der Krebskandidat, der nicht altert, erzählt ihm, dass alle anderen bereits gestorben seien. Als der Krebskandidat aus dem Fenster schaut, sieht man die apokalyptische Zerstörung der Erde durch die Aliens. Wieder in der Realität: Krycek tötet Kritschgau und entwendet dessen Laptop. Scully begegnet im Traum Albert Hosteen, und als sie wieder erwacht, bekam sie von einem Unbekannten eine Zugangskarte zu der Einrichtung in der Mulder ist. Sie geht in die Einrichtung und holt Mulder heraus. Sie trifft sich eine Woche später mit Mulder und berichtet ihm, dass Fowley tot aufgefunden wurde, während er ihr vom Tod von Albert Hosteen erzählt. |           |                                  |                          |                      |                                       |                  |                                             |
| 142 | 3         | Hunger                           | Hungry                   | 21. Nov. 1999        | 23. Okt. 2000                         | Kim Manners      | Vince Gilligan                              |
| In Costa Mesa (Kalifornien) wird ein junger Mann in einem Fast-Food-Restaurant ermordet. Seine Leiche wird ohne Gehirn gefunden, weshalb Scully und Mulder der Polizei bei der Aufklärung helfen sollen. Einziger Hinweis ist ein Mitarbeiter-Button, der im Restaurant gefunden wird und der einzige Mitarbeiter, der seinen Button nicht vorzeigen kann, ist Derwood Spinks, der vorbestraft ist. Mulder hingegen glaubt, dass das Gehirn des Opfers von einem Rüssel entfernt wurde und verdächtigt den Mitarbeiter Rob Roberts. Rob ist ein Mutant, der sein Äußeres unter einer Verkleidung versteckt und Gehirne verspeist. Als seine Vermieterin Sylvia von einem Privatdetektiv beobachtet wird, tötet er auch diesen und isst sein Gehirn, wodurch sein Verlangen immer unkontrollierter wird. Spinks erpresst Rob mit Beweisen zum Mord im Restaurant, weshalb Rob ihn später ebenfalls tötet. Im Gespräch mit einer Psychologin spricht Rob von einer Essstörung, sie schickt ihn zu den Overeaters Anonymous. Vor dem Treffen wird Rob nochmals von den Agenten unter Druck gesetzt, die ihm auf der Spur sind. Bei dem OA-Treffen trifft er auf Sylvia, mit der er dann zusammen nach Hause geht, sie dann aber tötet und ihre Leiche entsorgt. Um Spuren zu verwischen, zerstört er mit Spinks' Baseballschläger seine Wohnung und gibt gegenüber den Agenten Spinks als Täter an. Die Psychologin besucht ihn und sieht, dass Rob seine Sachen packt, um zu verschwinden. Nach einer heftigen Diskussion offenbart Rob sein wahres Ich, sie zeigt Verständnis für ihn. Doch dann kommen die Agenten hinzu, die Sylvias Leiche gefunden haben. Rob greift Mulder an, woraufhin ihn dieser erschießt. |           |                                  |                          |                      |                                       |                  |                                             |
| 143 | 4         | Millennium                       | Millennium               | 28. Nov. 1999        | 30. Okt. 2000                         | Thomas J. Wright | Vince Gilligan, Frank Spotnitz              |
| (Anmerkung: Die Folge ist ein Crossover mit der Serie Millennium – Fürchte deinen Nächsten wie Dich selbst die ebenfalls von Chris Carter entwickelt wurde) In Tallahassee (Florida) wird der ehemalige FBI-Agent Raymond Crouch am 21. Dezember 1999 beigesetzt. Mark Johnson spricht der Witwe sein Beileid aus und erzählt ihr, dass er mit ihrem verstorbenen Mann zusammengearbeitet hatte. Nachdem alle Trauergäste die Aussegnungshalle verlassen haben, tritt Johnson an den offenen Sarg, zieht der Leiche den Anzug aus, den er dann selbst anzieht, und legt ein Handy in den Sarg. Eine Woche später beobachtet Johnson das Grab und plötzlich klingelt das Handy, woraufhin er mit einer Schaufel zum Grab geht. Scully und Mulder werden später mit der Untersuchung des leeren Grabs beauftragt. Sie erkennen, dass der Sarg von innen her beschädigt wurde. Skinner teilt den Agenten mit, dass Crouchs Grab und die Gräber von drei weiteren ehemaligen Agenten geschändet wurden, zudem begingen alle vier Männer Suizid. Um das Grab herum wird ein Kreis aus Ziegenblut sichergestellt, Mulder glaubt daher an einen Fall von Totenbeschwörung. Nach einem weiteren Treffen beauftragt Skinner die beiden Agenten damit weiter zu ermitteln, v. a. Crouchs mögliche Verbindungen zu der nun aufgelösten Millennium-Gruppe sollen aufgedeckt werden. Mulder und Scully besuchen in einer psychiatrischen Klinik in Virginia Frank Black (Anm.: Protagonist der Serie Millennium), der ihnen zunächst nicht helfen will, da er fürchtet, dass Verbindungen zur Millennium-Gruppe sich negativ auf seinen Sorgerechtsstreit auswirken könne. Doch schließlich willigt er ein und erklärt, dass die vier Mitglieder der Gruppe glaubten, das Ende der Welt durch ihren Suizid vorzeitig einleiten zu können. Johnson wird bei einer Reifenpanne von der Polizei angehalten, als der Polizist die Leiche von Crouch im Wagen entdeckt und Johnson verhaften will, wird er von einem wiedererweckten Crouch getötet. Mithilfe von Blacks Informationen konzentriert sich Mulder darauf Johnson zu finden, während Scully vom toten Polizisten angegriffen wird, von Johnson aber gerettet wird, dieser verschwindet jedoch. Daraufhin jagen sie Johnson gemeinsam, Mulder wird nach Einbruch in Johnsons Haus von diesem in den Keller gesperrt, wo ihn die Leichen der vier toten FBI-Agenten angreifen. Einen kann er töten, zwei weitere werden von Black getötet, nachdem dieser Johnson gefesselt hat. Schließlich taucht Scully auf und tötet auch den letzten Zombie. In der Klinik trifft Black seine Tochter und Scully und Mulder erleben den Beginn des Jahres 2000 vor einem Fernsehgerät in der Klinik und küssen sich. |           |                                  |                          |                      |                                       |                  |                                             |
| 144 | 5         | Masse mal Beschleunigung         | Rush                     | 5. Dez. 1999         | 6. Nov. 2000                          | Robert Lieberman | David Amann                                 |
| In den Wäldern von Pittsfield (Virginia) trifft sich Tony Reed nachts mit zwei weiteren Teenagern, doch sie werden vom Deputy gestört, der kurz darauf mit seiner eigenen Taschenlampe erschlagen wird. Scully und Mulder nehmen die Leiche in Augenschein und stellen fest, dass der Mann durch einen einzigen, aber sehr starken, Schlag getötet wurde. Sie vernehmen Reed, dessen Fingerabdrücke auf der Taschenlampe gefunden wurden, doch der gibt sich unschuldig und scheint auch nicht über eine solche immense Kraft zu verfügen. Sie befragen auch die anderen beiden Teenager: Max Harden, den Sohn des Sheriffs, und seine Freundin Chastity. Später verschwindet die Mordwaffe spurlos aus dem Beweismittellager. Auf dem Video der Überwachungskamera ist nur ein schneller, kurzer Schatten zu erkennen, doch dieser hat die Farben der Highschool. Dann wird ein Lehrer der Highschool in der Kantine auf mysteriöse Weise getötet. Max und der Lehrer hatten Probleme miteinander und so glaubt Mulder, dass Max über übernatürliche Fähigkeiten verfügt, die er zum Töten einsetzt. Tony folgt Chastity in eine Höhle und kommt dort in Kontakt mit einem Lichtstrahl, der ihm die gleichen Fähigkeiten wie Max und Chastity verleiht. Sie können sich schneller bewegen, als es für das menschliche Auge sichtbar ist. Max kollabiert nach dem Vorfall in der Schulkantine und wird ins Krankenhaus gebracht. Scully stellt im dort anhand der Befunde fest, dass sein Körper nicht nur erschöpft ist, sondern auch Verschleißerscheinungen aufweist, wie sie beispielsweise typisch für einen Footballspieler aufgrund von hohen Belastungen sind. Chastity bringt Max aus dem Krankenhaus in die Höhle. Der Sheriff findet die Taschenlampe im Schrank seines Sohnes Max, doch dann taucht dieser plötzlich auf und versucht seinen Vater töten. Tony verhindert dies mit Einsatz seiner neuen Kräfte. Die drei Teenager treffen sich wieder in der Höhle, wo Chastity schließlich einen Schuss abgibt, der zuerst Max und dann sie tötet. Tony kommt ins Krankenhaus und die Höhle wird mit Beton ausgefüllt, wodurch verhindert wird, dass man herausfindet, wie die Teenager zu den außergewöhnlichen Kräften kamen. |           |                                  |                          |                      |                                       |                  |                                             |
| 145 | 6         | Das Glück des Henry Weems        | The Goldberg Variation   | 12. Dez. 1999        | 13. Nov. 2000                         | Thomas J. Wright | Jeffrey Bell                                |
| In Chicago ist der naiv wirkende Henry Weems Gewinner einer Pokerrunde. Obwohl er sich fünf neue Karten geben lässt, gewinnt er mit einem Straight Flush gegen einen Vierling des Mafia-Bosses Jimmy Cutrona das letzte Spiel und insgesamt 100.000 Dollar. Doch Cutrona lässt ihn vom 29. Stock des Hochhauses werfen. Weems landet im offenen Schacht eines Lastenaufzugs in einer Gitterbox nasser Wäsche und humpelt nach Hause. Zwei Cutrona beschattende FBI-Agenten melden diese Beobachtung Mulder und Scully. Diese finden Weems, der als Hausmeister in einem Wohnblock arbeitet und nicht gegen Cutrona aussagen will. Als das das Haus verlassende Agentenduo nochmals bei Weems klingelt, löst der bei diesem erschienene Killer Cutronas mit einem Fehlschuss eine Kettenreaktion aus und erleidet schließlich einen Herzinfarkt. Mulder findet heraus, dass Weems 1989 einen Flugzeugabsturz als einziger Passagier überlebte. Weems kauft sich derweil ein Rubbellos und gewinnt 100.000 Dollar, doch als er erfährt, dass er die Summe erst in 12 Monaten vollständig bekommen wird, wirft er es weg. Als Mulder ihn zum zweiten Mal verhören will, kommt ein weiterer Killer Cutronas und schießt. Weems rettet, dass ein Taschenmesser in der Brusttasche und zwei Metallgegenstände in der Wohnung die Kugel abprallen lassen und den Killer schwer verletzen. Der „ewige Glückspilz“ erzählt Mulder und Scully, dass er mit 100.000 Dollar dem Hepatitis-C-kranken Sohn einer Hausbewohnerin mit einer sehr seltenen Blutgruppe eine kostspielige experimentelle Behandlung bezahlen will. Die Mutter des inzwischen als Notfall im Krankenhaus liegenden Jungen wird von Cutrona entführt, um Weems anzulocken. Dieser erscheint im Hochhaus, Cutrona und sein letzter Killer ziehen ihn an einer Seilwinde in der Wäscherei im Keller hoch, um ihn umzubringen. Doch der Killer setzt durch ein Missgeschick eine Gittertür und sich unter Strom und wird niedergeworfen; der dadurch unverletzt wieder zu Boden kommende Weems löst dabei einen Seilwindenhaken aus seiner Arretierung, der Cutrona den Kopf zerschmettert. Eine sich von dessen Handgelenk gelöste Kette mit Schildchen zeigt, dass Cutrona die gleiche Blutgruppe wie der Junge besitzt. Dieser erhält nun Cutronas Leber. |           |                                  |                          |                      |                                       |                  |                                             |
| 146 | 7         | Tor zur Hölle                    | Orison                   | 9. Jan. 2000         | 20. Nov. 2000                         | Rob S. Bowman    | Chip Johannessen                            |
| Im Gefängnis von Marion (Illinois) schneidet sich ein Mann in der Werkstatt seine Finger ab. Während alle anderen Insassen und Wärter sich ihm in Zeitlupe nähern, bewegt sich der Insasse Donnie Pfaster in normaler Geschwindigkeit. Pfaster kidnappte Scully vor fünf Jahren (siehe Staffel 2, Episode 13) und tötete bereits einige Frauen, deren Finger er dann verspeiste. Mulder und Scully ermitteln und finden heraus, dass drei Männer aus drei verschiedenen Gefängnissen geflohen sind, alle hatten Kontakt zum Gefängnispfarrer Orison. In einem Diner stellen U.S. Marshals Orison und Pfaster, aber Pfaster nutzt seine Kräfte um die Marshals zu irritieren und so fliehen beide. Pfaster nimmt Orisons Auto und fährt ihn an. Scully hört mehrmals den Song Don't Look Any Further an verschiedenen Orten und sieht darin ein Zeichen. Die Agenten verhören Orison, der selbst ein Mörder ist und 22 Jahre im Gefängnis saß, aber dort zu Gott fand. Mulder findet nach medizinischen Checks heraus, dass Orison einen dreifachen Blutzufluss zum Gehirn hat, dies ist auf ein Loch in seinem Schädel zurückzuführen, welches er sich selbst gebohrt hat. Somit kann er Leute hypnotisieren. Dies nutzt er auch bei seiner Wache und entkommt so aus dem Krankenhaus. Pfaster hat derweil eine Prostituierte in die Wohnung von Orison locken können, sie kann ihm aber gerade noch entkommen, bevor er versucht sie zu töten. Orison findet Pfaster und bringt ihn in seine Gewalt, hebt ein Grab für ihn aus. Später ruft Pfaster bei der Polizei an und gibt Informationen darüber, wo sie Orison in dem Grab finden können. Pfaster schleicht sich in Scullys Wohnung und greift sie an, Mulder hört zu Hause plötzlich auch den Song und glaubt, dass etwas nicht stimmt. Weil Scully nicht auf seine Anrufe reagiert, eilt er zu ihr, wo er auf Pfaster trifft. Scully erschießt den unbewaffneten Pfaster. Später teilt sie Mulder mit, dass sie sich fürchtet, weil sie nicht weiß, wer Kontrolle über sie in diesem Moment hatte – Gott oder irgendetwas anderes. |           |                                  |                          |                      |                                       |                  |                                             |
| 147 | 8         | Der unglaubliche Maleeni         | The Amazing Maleeni      | 16. Jan. 2000        | 27. Nov. 2000                         | Thomas J. Wright | Vince Gilligan, John Shiban, Frank Spotnitz |
| Am Santa Monica Pier führt der Zauberer Maleeni einen Trick vor, bei dem er seinen Kopf einmal um 360 Grad dreht. Ein anderer Magier, Billy LaBonge, verhöhnt Maleeni mehrfach. Als Maleeni für seinen Auftritt bezahlt werden soll, fällt sein Kopf ab. Mulder und Scully ermitteln, bei der Obduktion entdeckt Scully, dass der Kopf tatsächlich abgetrennt und mit Klebstoff wieder angefügt wurde, der Magier aber an einem Herzinfarkt verstorben ist und zwar schon einige Zeit bevor sein Kopf abfiel. LaBonge findet mittlerweile den Gangster Cissy Alvarez, dem Maleeni Geld schuldete, LaBonge gibt sich als Mörder Maleenis aus und will Alvarez das gesamte Geld, das Maleeni ihm schuldet, zurückzahlen, wenn er im Gegenzug Hilfe für seine Magie bekommt. Die Agenten lernen den Zwillingsbruder Maleenis, Albert Pinchbeck, kennen, der bei einem Autounfall beide Beine verloren hat und, in einer Bank arbeitet. Alvarez bedroht Pinchbeck, er will das Geld von ihm. In der Zwischenzeit greift LaBonge, verkleidet als Alvarez, einen Geldtransport an. Mulder erkennt, dass Pinchbeck Maleeni ist und den Unfall nur vorgetäuscht hat und auch die fehlenden Beine nur ein Trick sind. Pinchbeck gesteht es, denn er wollte so Alvarez entkommen und nahm seinen toten Bruder als Double. Pinchbeck wird verhaftet, ebenso LaBonge verhaftet, nachdem er mit einer Pistole in einer Bar aufgekreuzt war. LaBonges Verhaftung war aber von ihm geplant und gewollt. Auch Alvarez wird für den Angriff auf den Geldtransport verhaftet. In Alvarez’ Bar wird das Geld aus der Bank von Pinchbeck gefunden und Mulder erkennt, dass Pinchbeck und LaBonge zusammenarbeiten und Alvarez hinter Gitter bringen wollten. Die beiden Magier wollten noch mehr Geld ergaunern, doch Mulder kann es verhindern, indem er wichtige Beweise sicherstellen konnte, womit es den beiden Magiern unmöglich ist weiteres Geld über elektronische Geldtransfers zu erbeuten. |           |                                  |                          |                      |                                       |                  |                                             |
| 148 | 9         | Schlangen                        | Signs & Wonders          | 23. Jan. 2000        | 4. Dez. 2000                          | Kim Manners      | Jeffrey Bell                                |
| In Blessing (Tennessee) wird Jared Chip in seinem Auto von Klapperschlangen angegriffen und getötet, nachdem er panisch seine Wohnung verlassen hat. Scully und Mulder sprechen mit dem Pfarrer der Gemeinde, Reverend Mackey, und besuchen danach die freie Kirchengemeinde des Reverends Enoch O’Connor, der die Bibel wörtlich auslegt und der auch Schlangen in seinen Predigten einsetzt. O’Connor erscheint sofort verdächtig. Iris berichtet Reverend Mackey, dass sie sich schuldig fühlt, da sie Jared am Abend seines Todes nicht mehr zu seiner Freundin Gracie ließ, da diese schon schlief. Später wird Iris gebissen als ihr Klammerentferner zu einer Schlange wird, im Badezimmer wird sie von noch mehr Schlangen angegriffen und stirbt. Gracie, ein ehemaliges Mitglied von O’Connors Gemeinde, wird von den Agenten befragt, sie finden heraus, dass sie O’Connors Tochter ist und aus der Gemeinde geworfen wurde, nachdem sie schwanger wurde. Die Agenten eilen zu O’Connor, wo Scully von ihm angegriffen und mit Schlangen bedroht wird, Mulder kann ihn überwältigen und verhaften. In seiner Zelle wird O’Connor von Schlangen angegriffen, aber er überlebt den Angriff. Gracie besucht ihn, doch er bringt sie in seine Gewalt und flüchtet mit ihr aus dem Krankenhaus. Mackey teilt den Agenten mit, dass O’Connor der Vater des Kindes sei. In seiner Kirche tauft O’Connor Gracie, sie bekommt Wehen und bringt mehrere Schlangen zur Welt. O’Connor geht zu Mackeys Kirche und bedroht ihn, doch Mulder greift ein und rettet Mackey. Im Krankenwagen erzählt Gracie Scully, dass Mackey der wahre Mörder sei und auch der Vater ihres Kindes. Er tötet um das Geheimnis zu bewahren und um O’Connor zu schaden. Mulder erkennt dies in der Zwischenzeit auch, wird dann sofort von Mackey angegriffen, Scully kommt hinzu und schützt Mulder. Mackey kann entkommen, ändert seinen Namen und wird Pfarrer in Connecticut. Die Folge endet damit, dass aus Mackeys Mund eine Schlange herauskommt, die dann eine Maus verspeist, die er ihr reicht. |           |                                  |                          |                      |                                       |                  |                                             |
| 149 | 10        | Alte Seelen – Teil 1             | Sein Und Zeit (1)        | 6. Feb. 2000         | 11. Dez. 2000                         | Michael Watkins  | Chris Carter, Frank Spotnitz                |
| Mulder zeigt Interesse an dem Entführungsfall der kleinen Amber Lynn LaPierre, die aus ihrem Zuhause in Sacramento entführt wurde. Skinner hält den Fall für keine X-Akte und verweigert die Untersuchung. Doch Mulder gelingt es schließlich seinen Vorgesetzten zu überzeugen. Die Eltern geben an, eine Notiz im Zimmer ihrer Tochter gefunden zu haben, im Vorspann wird aber gezeigt, dass die Mutter diese Nachricht geschrieben hat. In der Notiz wird der Weihnachtsmann erwähnt, dies passt nicht in den Fall und sorgt für große Verwunderung. Mulder glaubt nicht daran, dass die Eltern mit dem Verschwinden des Kindes zu tun haben und findet im Archiv eine ähnliche Nachricht mit einem Verweis zum Weihnachtsmann. In dem Fall aus Idaho aus dem Jahr 1987 wurde die Mutter zu 12 Jahren Haft verurteilt. Sie berichtete von Visionen, die sie hatte kurz bevor ihr Kind damals verschwand. Amber Lynns Vater hatte ebensolche Visionen. Mulders Mutter begeht Suizid, die Gründe hierfür sind zunächst unklar. Mulder besucht die verurteilte Mutter, die ihm erzählt, dass seine Schwester Samantha ein Besucher ist, der Kinder vor Leid bewahren soll. Deshalb glaubt Mulder nun, dass seine Mutter mehr über die Entführung seiner Schwester wusste und deshalb sterben musste, doch Scully kann nach einer Autopsie berichten, dass seine Mutter an einer schweren Krebserkrankung litt. Ein Mann betreibt einen Weihnachtsthemenpark und filmt Kinder mit einer Kamera. Mr. LaPierre berichtet Mulder von einer weiteren Vision, in der seine Tochter die Zahl 74 sprach. Auf dem Weg zum Flughafen auf der California State Route 74 fällt Scully der Themenpark auf. Dort finden sie Videoaufnahmen von Amber Lynn und verhaften den Betreiber des Parks, dabei stoßen sie auf zahlreiche Gräber. |           |                                  |                          |                      |                                       |                  |                                             |
| 150 | 11        | Sternenlicht – Teil 2            | Closure (2)              | 13. Feb. 2000        | 18. Dez. 2000                         | Kim Manners      | Chris Carter, Frank Spotnitz                |
| Truelove, der Betreiber des Themenparks gesteht die Morde von 24 Kindern, will aber Amber Lynn nichts getan haben. Mulder trifft den Hellseher Harold Piller, der auch an die Besuchertheorie glaubt. Piller hat Visionen von Samantha und führt Mulder zu einer Air Force Base. Scully findet Beweise dafür, dass der Krebskandidat mit dem Verschwinden von Samantha zu tun hat und trifft ihn in ihrer Wohnung. Er berichtet ihr, dass er die Suche nach Samantha abbrach, weil er wusste, dass sie tot ist. Auf dem Luftwaffenstützpunkt findet Mulder Beweise dafür, dass Samantha mit dem Krebskandidaten und dessen Sohn Jeffrey dort lebte und verschiedene Tests durchlaufen musste. In einem Polizeibericht von 1979 wird von einem Mädchen berichtet, welches wie Samantha aussah. Die Agenten befragen die Krankenschwester, doch die berichtet, dass das Mädchen, wie Amber Lynn, spurlos verschwand. In einem Wald hat Mulder Visionen von seiner Schwester und anderen Kindern. Er akzeptiert schließlich, dass sie tot ist und an einem besseren Ort ist. |           |                                  |                          |                      |                                       |                  |                                             |
| 151 | 12        | Vollmond                         | X-Cops                   | 20. Feb. 2000        | 15. Jan. 2001                         | Michael Watkins  | Vince Gilligan                              |
| (Anmerkung: Die Folge wurde im Stil der Fernsehserie COPS gedreht) Deputy Keith Wetzel wird von einem Fernsehteam der Serie Cops begleitet, als er bei Mrs. Guerrero vorbeischaut, die gemeldet hat, dass ein Monster in der Nachbarschaft umherstreift. Wetzel glaubt an einen Hund, doch dann stößt er auf das Wesen, flieht und rettet sich mit dem TV-Team in seinen Streifenwagen, der dann von dem Ungeheuer umgeworfen wird. Als Verstärkung eintrifft, behauptet er, er habe Gangmitglieder verfolgt und kurz darauf stellt die Polizeieinheit Scully und Mulder, die auf der Jagd nach einem Werwolf sind. Die Polizei und die Agenten gehen zurück zu Mrs. Guerrero, die dem Zeichner Ricky beschreibt was sie gesehen hat. Das fertige Bild sieht aus wie Freddy Krueger. Kurze Zeit später wird Ricky tot aufgefunden. Am Tatort findet man einen Fingernagel, der der Prostituierten Chantara Gomez gehört. Chantara sagt aus, dass ihr Zuhälter Ricky angegriffen hätte. Wetzel soll sie bewachen, während die Agenten bei einer Drogenrazzia helfen. Wetzel glaubt wieder das Ungeheuer zu sehen und schießt mehrfach, doch dann wird Chantara tot im Polizeiwagen gefunden, ihr Genick ist gebrochen. Gegenüber Mulder beschreibt Wetzel das Ungeheuer als Wespenmann, ein Ungeheuer aus Horrorgeschichten, die Wetzels Bruder ihm während der Kindheit erzählte. Mulder glaubt, dass das Ungeheuer immer die Form der größten Angst seiner Opfer annimmt. Scully nimmt eine Autopsie an Chantara vor, währenddessen Scullys Assistentin eine Panikattacke wegen eines möglichen Ausbruchs des Hantavirus erleidet. Das Monster tötet sie durch diese Krankheit. Die Agenten eilen zurück zu dem Haus der Drogenrazzia, wo sie einen verletzten Wetzel finden, durch den eintretenden Sonnenaufgang verschwindet das Monster und Wetzel ist in Sicherheit. |           |                                  |                          |                      |                                       |                  |                                             |
| 152 | 13        | Game Over                        | First Person Shooter     | 27. Feb. 2000        | 29. Jan. 2001                         | Chris Carter     | William Gibson, Tom Maddox                  |
| Drei Männer spielen ein Virtual Reality Game, während sie von den Entwicklern des Spieles, Ivan und Phoebe, überwacht werden. Einer der Spieler gelangt in das zweite Level des brutalen Spiels, wo er auf eine weibliche Spielfigur trifft, die sich als Maitreya ausgibt und ihn mit einer Steinschlosspistole tötet. Scully und Mulder besuchen die Zentrale der Softwareentwickler und treffen dort die Einsamen Schützen, die für die Firma als Berater tätig sind. Sie schauen sich die Leiche des Spielers an, die eine tödliche Schusswunde aufweist. Laut Ivan sei es unmöglich eine Waffe auf das hochgesicherte Gelände zu bringen und die Agenten schauen sich ein Video des Spiels an, worauf auch die unbekannte Frau zu sehen ist. Daryl Musashi, ein bekannter Computerhacker, will das Spiel spielen und Maitreya töten, doch sie trennt ihm zunächst beide Hände mit einem mittelalterlichen Schwert ab und enthauptet ihn anschließend. Währenddessen meldet die Polizei, eine Frau verhaftet zu haben, die aussieht wie Maitreya. Es handelt sich um die Stripperin Jade Blue Afterglow, die in einer Klinik ihren Körper als Vorlage für das Spiel hat scannen lassen. Dann spielen auch die Einsamen Schützen das Spiel und landen in einer Falle, sodass Mulder ihnen zur Hilfe eilt. Mulder verfolgt Maitreya und gelangt so immer tiefer in das Spiel. Phoebe erzählt Scully, dass sie Maitreya geschaffen hat, aber für ein eigenes und von dem Spiel unabhängigen Projekt. Irgendwie gelangte sie aber in dieses Spiel und beherrscht es mit ihren Kräften. Scully eilt Mulder zur Hilfe und zusammen kämpfen sie gegen Maitreya. Als es für die Agenten unmöglich wird sie zu töten, erzählt Phoebe den Einsamen Schützen, dass sich das Spiel stoppen lässt, aber dadurch auch das ganze Programm gelöscht wird. Ivan protestiert gegen die Löschung, doch Byers gibt den Code ein und rettet so die Agenten. Am Ende sieht man, dass einer der Monitore im Kontrollraum noch immer aktiv ist, er zeigt Maitreyas Avatar, aber mit dem Gesicht von Scully. |           |                                  |                          |                      |                                       |                  |                                             |
| 153 | 14        | Zauberstaub                      | Theef                    | 12. März 2000        | 8. Jan. 2001                          | Kim Manners      | Vince Gilligan, John Shiban, Frank Spotnitz |
| Dr. Irvin Thalbro übernachtet bei seiner Tochter und deren Familie. Als er zu Bett gehen möchte, entdeckt er auf der Matratze einen Erdhaufen, in der Form eines Menschen. Kurze Zeit später findet sein Schwiegersohn Dr. Robert Wieder ihn leblos auf. Es scheint so als ob Irvin sich erhängt hat und mit seinem eigenen Blut das Wort „Theef“ (fehlerhafte Schreibung des Wortes thief = Dieb) schrieb. Mulder vermutet dahinter einen Fall von Hoodoo, während Scully einen Suizid vermutet. Nach der Autopsie wird bekannt, dass Irving an Kuru litt, diese Krankheit trat aber bisher in den USA nicht auf. Mulder sieht sich in seiner Theorie bestätigt, wenig später bricht auch Mrs. Wieder zusammen und bekommt einen mysteriösen Ausschlag. Ein unbekannter Hoodoo-Magier, später bekannt als Orell Peattie, hält eine Art Voodoo-Puppe in den Händen und spricht zu ihr, während er außerhalb des Hauses der Wieders steht. Peattie besucht Dr. Wieder in der Klinik und beschuldigt ihn, lässt aber den genauen Hintergrund seiner Anschuldigungen im Dunkeln. Dr. Wieder forscht nach und findet den Fall einer unbekannten Toten, der zu Peattie passen könnte. Mrs. Wieder verbrennt daraufhin im MRT, Peattie ist in der Nähe an einer Mikrowelle, in die er eine Puppe gelegt hat. Auf Mrs. Wieders verbrannter Haut ist das Wort „Theef“ zu lesen. Weitere Ermittlungen ergeben, dass die unbekannte Tote Lynette Peattie, die Tochter von Orell, war, die einen schweren Busunfall nicht überlebte. Als sie ins Krankenhaus eingeliefert wurde, war klar, dass sie nicht überleben wird, Dr. Wieder spritzte ihr mehrfach Morphium, was zu einem früheren Tod führte. Peattie will dafür Rache an Dr. Wieder nehmen und Mulder entschließt sich dazu, die Überreste von Lynette zu exhumieren und zu ihrer Familie nach Virginia zu schicken, um so Orell seine Kräfte zu nehmen. Doch die Leiche ist verschwunden. Die Vermieterin von Orell findet Lynettes Überreste in Orells Wohnung und wird dann von einer fleischfressenden Krankheit befallen. Als Mulder dies im TV sieht, eilt er zu der Wohnung, doch Peattie und der Kopf von Lynette sind verschwunden. Peattie ist Scully sowie Dr. Wieder und dessen Tochter gefolgt und setzt Scully mit Hilfe seiner Magie außer Gefecht. Peattie will Dr. Wieder töten, doch Mulder kommt hinzu und kann die Magie brechen, sodass Scully auf Peattie schießen kann. Peattie wird in ein Koma versetzt, Lynettes Überreste nach Virginia gebracht. |           |                                  |                          |                      |                                       |                  |                                             |
| 154 | 15        | Cobra                            | En Ami                   | 19. März 2000        | 22. Jan. 2001                         | Rob S. Bowman    | William B.                                  |
| Der junge Krebspatient Jason McPeck wird unter dem Geschrei von Journalisten und Demonstranten von seinen Eltern nach Hause gebracht. Seine Eltern glauben, dass nur Gott in der Lage ist den Krebs zu heilen. In der Nacht sieht Jason ein helles Licht und Männer in Schwarz kommen auf ihn zu. Am nächsten Morgen ist er geheilt und Mulder und Scully ermitteln in diesem ungewöhnlichen Fall. Jason beschreibt die Männer als Engel und Scully bemerkt, dass er am Nacken eine Wunde von einer Injektion hat, eine ähnliche Wunde, wie sie hatte als sie entführt wurde. Scully trifft den Krebskandidaten, der behauptet für die Heilung von Jason verantwortlich zu sein. Da er bald sterben wird, will er noch Gutes tun und Scully das Heilmittel geben und gibt ihr seine Nummer. Scully sucht ihn Tage später in seinem Büro auf und er will sie zu dem Heilmittel bringen. Scully willigt für diesen Ausflug ein, verkabelt sich aber, um Mulder die Aufnahmen zukommen zu lassen. Der Krebskandidat behauptet auch für Scullys Heilung verantwortlich zu sein. Mulder sucht sie und findet schnell heraus, dass sie mit dem Krebskandidaten unterwegs ist. Scully und der Raucher treffen eine weitere Patientin und später versucht Scully die ersten Aufnahmen an Mulder zu schicken, diese werden aber von einem Mann, der ihr folgt, abgefangen. Die Einsamen Schützen kontaktieren Mulder, sie wissen, dass Scully mit einem gewissen Cobra E-Mails schrieb, doch es zeigt sich, dass Scully gehackt wurde und nie mit Cobra schrieb. Der Raucher teilt Scully mit, dass das Heilmittel alle Krankheiten heilen könne und außerirdischen Ursprungs sei. Sie erhält eine anonyme Nachricht Cobra am Calico Cove zu treffen. Sie trifft ihn dort, erhält von ihm eine Disc, dann wird er erschossen und der Scharfschütze versucht auch Scully zu töten, doch der Raucher erschießt den Schützen. Scully verlässt den Raucher, die Einsamen Schützen sollen die Disc untersuchen, doch sie ist leer. Der Raucher hat die Disc unbemerkt ausgetauscht. Das Original wirft er in einen See. |           |                                  |                          |                      |                                       |                  |                                             |
| 155 | 16        | Zerbrochene Spiegel              | Chimera                  | 2. Apr. 2000         | 5. Feb. 2001                          | Cliff Bole       | David Amann                                 |
| In Bethany (Vermont) ängstigen Raben die kleine Michelle Crittendon, ihre Nachbarin Jenny Uphouse steht in der Nähe. Der Vogel wird später bei Michelles Haus gesichtet und Martha Crittendon, Michelles Mutter, wird von einem unbekannten Monster angriffen und getötet. Mulder und Scully observieren den Straßenstrich von Washington D.C. und hoffen einen vermeintlichen Mörder zu fassen. Mulder wird zu Skinner gerufen, der Mulder nach Vermont schickt um den Fall zu untersuchen. Mr. Crittendon, ein Bundesrichter, berichtet Mulder, dass seine Frau ihn betrogen hat. Ellen Adderly, die Frau des Sheriffs, sieht Jenny und ich einen Raben, sie ist deswegen verängstigt. Michelle sieht im Garten wieder einen Raben und als Richter Crittendon raus geht, entdeckt er die Leiche seiner Frau, die im Blumenbeet vergraben liegt und deutliche Verletzungsspuren durch Raben aufweist. Ellen erzählt Mulder, dass sie in einem Spiegel das Monster sah, welches Martha tötete. Ellen glaubt auch, dass Jenny etwas damit zu tun hat. Später findet Ellen beim Aufräumen einen altmodischen Schlüssel und einen Raben am Kettchen ihres Babys. Im Spiegel erblickt sie das Monster, doch der Spiegel zerbricht und nichts passiert, da auch ihr Mann, der Sheriff, nach Hause kommt. Mulder entdeckt den Schlüssel, ein ähnlicher wurde auch bei Martha gefunden. Später findet Mulder heraus, dass der Sheriff ein Verhältnis mit Jenny hat und auch mit Martha eine Affäre hatte. Die Schlüssel gehören zu einem Motel, wo der Sheriff sich mit den Frauen traf. Jenny ist im Motel und sieht einen Raben am Fenster, sie wird dann von dem Monster getötet. Der Sheriff glaubt, dass er Schuld an den Morden ist, er wollte Ellen verlassen, doch dann wurde sie schwanger und er blieb. Dann wird klar, dass Ellen das Monster ist, sie wurde von Jenny im Nacken gekratzt als sie stritten und so wurde sie zum Monster. Sie versucht Mulder in einer Badewanne zu ertränken, doch als sie ihr Spiegelbild im Wasser sieht, hört sie auf. Sie wird in eine Klinik gebracht, wo man eine Persönlichkeitsstörung diagnostiziert. Scully löste in der Zwischenzeit auch die vermeintlichen Morde in Washington, diese waren keine Morde, der Verdächtige entpuppte sich als Missionar, der Frauen vom Strich missionierte. |           |                                  |                          |                      |                                       |                  |                                             |
| 156 | 17        | Augenblicke                      | all things               | 9. Apr. 2000         | 12. Feb. 2001                         | Gillian Anderson | Gillian Anderson                            |
| Scully trifft durch die Verkettung von Zufällen ihren ehemaligen Professor Daniel Waterston, mit dem sie eine Affäre hatte, in einem Krankenhaus. Er hat eine noch nicht diagnostizierte Herzkrankheit. Scully fragt sich, ob es die richtige Entscheidung war ihn zu verlassen, um ihre Karriere beim FBI voranzutreiben, Waterston Tochter Maggie ist nicht gut auf Scully zu sprechen. Mulder ist auf dem Weg nach England, um dort Herzchakra-förmige Kornkreise zu untersuchen. Er ruft Scully an, damit sie einen Kontakt von ihm, Colleen Azar, besucht und einige Informationen abholt. Während Scully mit ihm telefoniert, rennt ihr eine Frau vor das Auto, Scully kann gerade noch bremsen und verhindert auch so eine Kollision mit einem LKW. Azar erkennt, dass Scully durch eine schwere Zeit geht und bietet ihre Hilfe an, doch Scully wehrt ab. Später jedoch kommt Scully zu ihr zurück und spricht mit ihr. Azar spricht mit ihr über Buddhismus, über das kollektives Unbewusstes und persönliche Auren. Nach einem Streit mit Maggie im Krankenhaus läuft Scully durch Chinatown, sie sieht wieder die Frau, die ihr vor das Auto lief, und eilt ihr nach. Die Frau verschwindet spurlos in einem buddhistischen Tempel. Scully hat dort eine Vision von Waterston und eilt mit Azar zu ihm. Azar und ein Heiler praktizieren Alternativmedizin und Waterston wird wieder gesund. Er würde gerne wieder eine Beziehung mit Scully eingehen, doch sie verneint. Vor dem Krankenhaus sieht sie wieder die unbekannte Frau, als sie sich erreicht, zeigt sich, dass es Mulder ist. In Mulders Wohnung unterhalten sie sich lange über die Geschehnisse der letzten Tage, bis Scully neben ihm einschläft. |           |                                  |                          |                      |                                       |                  |                                             |
| 157 | 18        | Nikotin                          | Brand X                  | 16. Apr. 2000        | 19. Feb. 2001                         | Kim Manners      | Steven Maeda, Greg Walker                   |
| In Winston-Salem (North Carolina) ist Walter Skinner mit Schutz von Dr. James Scobie beauftragt, der in einem Prozess gegen seinen früheren Arbeitgeber Morley Tobacco aussagen soll. Scobie leidet unter einem schweren Husten, den er aber ignoriert, aber am nächsten Morgen wird er tot aufgefunden, sein Gesicht ist teilweise zerfressen. Morley hat eine Tabakpflanze geschaffen, auf der ein gentechnisch veränderter Tabakkäfer lebt, dessen Eier die Verarbeitung zur Zigarette überleben und über den Rauch verbreitet werden. Scobie und sein ehemaliger Kollege Dr. Voss leiteten eine Gruppe mit Testpersonen. Drei der vier Testpersonen starben, nur der Kettenraucher Darryl Weaver überlebte. Scobie und Voss belieferten Weaver mit Zigaretten im Gegenzug schwieg er über die Tests. Eine Reihe von Leuten fällt dem Rauch zum Opfer, wodurch die Eier in die Lunge geraten und sich dann zum Käfer entwickeln, der der Körper auffrisst. Auch Mulder wird, nach einem Verhör mit Weaver, zum Opfer. Seine Lungen werden aufwendig gereinigt, trotzdem konnten nicht alle Eier entfernt werden. Voss bekommt Gewissensbisse und offenbart sich Skinner, der dann Weaver sucht. In Weavers Wohnung findet er nur einen geknebelten Mann, nachdem er den Knebel entfernt hat, strömen zahllose Käfer aus dessen Mund. Scully sucht inzwischen eilig nach einem Weg Mulder zu retten, denn durch die Eier in seiner Lunge ist er noch immer in Lebensgefahr. Skinner findet schließlich Weaver, der ihn mit dem Anzünden einer Zigarette bedroht. Als Weaver flüchten will, schießt Skinner auf ihn und setzt ihn außer Gefecht. Scully glaubt, dass Nikotin die Käfer töten könnte und hat Recht, denn durch seinen hohen Nikotinwert starben die Eier. Mulder überlebt und wird wieder gesund, aber er hat nun ein leichtes Verlangen nach Nikotin, Scully warnt ihn aber davor, das Rauchen anzufangen. |           |                                  |                          |                      |                                       |                  |                                             |
| 158 | 19        | Hollywood                        | Hollywood A. D.          | 30. Apr. 2000        | 26. Feb. 2001                         | David Duchovny   | David Duchovny                              |
| Skinners alter College-Freund und heutiger Hollywood-Produzent, Wayne Federman, arbeitet an einem Filmprojekt über das FBI. Für seine Recherchen begleitet er Scully und Mulder, die den versuchten Mord an Kardinal O’Fallon untersuchen. In den Katakomben der Kirche findet Mulder die Überreste von Micah Hoffman, einem Anhänger der Gegenkultur der 1960er Jahre. In Hoffmans Wohnung stoßen die Ermittlungen auf zahlreiche Fälschungen, die Hoffman angefertigt haben muss. In den Katakomben finden sie weitere Knochen und Tonscherben. Die Scherben passen zum Mythos der Lazarus-Schale. Es finden sich Rillen an der Schale, die eine Tonaufnahme beinhalten. Mulder lässt sie zu dem Experten Chuck Burks bringen. In einer Aufnahme fordert eine männliche Stimme in aramäisch einen anderen Mann dazu auf, von den Toten aufzuerstehen. Die zweite Aufnahme beinhaltet den Text von I am the Walrus von den Beatles. O’Fallon erzählt, dass er den Topf von Hoffman gekauft hatte und glaubte, dass es eine echte Tonaufnahme von Jesus Christus sei. Während der Obduktion glaubt Scully, dass Hoffman auferstanden sei und zu ihr spreche, in der Kirche sieht sie ihn später am Kruzifix hängen. Als Mulder O’Fallon für den Mord an Hoffman verhaften will, erscheint Hoffman unversehrt in der Kirche und berichtet, die Reinkarnation von Jesus zu sein. Skinner beurlaubt Scully und Mulder nach dem ganzen Durcheinander. Wenig später tötet O’Fallon Hoffman durch einen erweiterten Suizid. Die X-Akte bleibt somit ungelöst. Während ihrer Beurlaubung besuchen Scully und Mulder das Filmset, Feldman verfilmt den ungelösten Fall, Garry Shandling spielt im Film Mulder, Téa Leoni stellt Scully dar. Zusammen mit Skinner schauen sie sich den fertigen Film an, sind aber enttäuscht darüber, wie sie und der Fall dargestellt werden. Nach dem Film gehen Scully und Mulder Hand in Hand zu einem Dinner, während die Zombies vom Filmset nach ihrem Weggang tanzen. |           |                                  |                          |                      |                                       |                  |                                             |
| 159 | 20        | 27.000.000 : 1                   | Fight Club               | 7. Mai 2000          | 5. März 2001                          | Paul Shapiro     | Chris Carter                                |
| In Kansas City besuchen zwei Missionare zwei Frauen in verschiedenen Häusern, die genau gleich aussehen. Die zweite Frau schreit die Missionare an und fordert sie auf zu gehen, woraufhin die Missionare in der Auffahrt des Hauses in Streit geraten. Die erste Frau, Betty Templeton, wird von zwei FBI-Agenten besucht, die wie Scully und Mulder aussehen. Betty gibt an, die zweite Frau noch nie gesehen zu haben, obwohl sie in derselben Nachbarschaft leben. Als die zweite Frau mit ihrem Auto an den drei Personen vorbeifährt, geraten die Agenten, wie schon die Missionare, in Streit und bezeichnen sich gegenseitig als besessen. Die zweite Frau, Lulu Pfeiffer, bekommt auf ihre Bewerbung in einem Copy-Shop eine Absage, als sie daraufhin wütend wird, werden alle Kopien schwarz. Betty bewirbt sich auf einen ähnlichen Job, mit einem ähnlichen Ausgang. Mulder und Scully beginnen in diesem Fall zu ermitteln. Bert Zupanic lernt Betty in einer Bar kennen, als Lulu in die Bar kommt, gibt es ein Erdbeben und alle Gläser zerbrechen, woraufhin Lulu davonrennt. Mulder findet heraus, dass Bert, der Wrestler ist, eine Beziehung mit einer der Damen hat, während Scully herausfindet, dass die beiden Damen sich seit zwölf Jahren auf Schritt und Tritt durch verschiedene US-Bundesstaaten folgen. So kommt heraus, dass Bert Betty datet, aber eine Affäre mit Lulu hat. Die Agenten wollen nun die Doppelgänger genauer unter die Lupe nehmen, Betty erzählt Mulder, dass Lulu immer Probleme verursacht, während Lulu Scully das gleiche über Betty erzählt. Scully findet heraus, dass die Frauen den gleichen Vater haben, der aber im Gefängnis sitzt, wo sie ihn auch besucht. Der Vater sieht aus wie Bert. Als Betty und Lulu sich in einem Stadion treffen, geraten alle anderen Zuschauer in Streit, hören aber auf, als der andere Bert erscheint, fangen aber wieder an, als sie den anderen Bert sehen. Die Folge endet damit, dass selbst Mulder und Scully in dem Handgemenge verletzt werden. |           |                                  |                          |                      |                                       |                  |                                             |
| 160 | 21        | Drei Wünsche                     | Je Souhaite              | 14. Mai 2000         | 12. März 2001                         | Vince Gilligan   | Vince Gilligan                              |
| Anson Stokes, Mitarbeiter in einem Lagerkomplex, wird von seinem wütenden Boss aufgefordert, eine alte Lagereinheit auszuräumen. Dort findet er eine in einen Teppich eingerollte Frau. Sein Boss kommt hinzu und schreit ihn an, doch plötzlich verschwindet dessen Mund. Scully und Mulder vernehmen den Boss, Jay Gilmore, nach einer OP, bei der sein Mund wieder hergestellt werden konnte. Sie vernehmen auch Stokes’ Bruder Leslie, in deren mobiler Wohneinheit, in deren Hof ein großes Boot steht. Die Frau aus dem Lagerraum ist in der Küche. Die Agenten durchsuchen die Lagereinheit und finden dort Bilder des früheren Eigentümers und der Frau. Bei der Frau handelt es sich um einen Dschinn. Stokes bereut seine ersten beiden Wünsche, das Verschwinden des Mundes seines Chefs und das Boot im Vorgarten. Der Dschinn schlägt Stokes als dritten Wunsch vor, dass sein gelähmter Bruder wieder gehen kann, doch Stokes wünscht sich die Fähigkeit unsichtbar sein zu können. Unsichtbar rennt Stokes auf eine Straße und wird von einem Laster überfahren. Scully untersucht die unsichtbare Leiche, indem sie sie mit Puder bedeckt. Mulder recherchiert die Geschichte des Eigentümers der Lagereinheit und ist sich so sicher, dass die Frau ein Dschinn sein muss. Leslie wünscht sich vom Dschinn, dass Anson wieder zum Leben erweckt wird, was auch passiert. Leslies zweiter Wunsch ist es, dass Anson sprechen kann. Die Agenten suchen Anson und finden ihn und sprechen dann mit Jenn, dem Dschinn. Sie erzählt, dass sie 500 Jahre alt sei und sich einst von einem anderen Dschinn wünschte, viel Macht und ein langes Leben zu haben. Da Mulder sie befreit hätte, hätte auch er nun drei Wünsche frei. Er wünscht sich Friede auf Erden, doch dadurch verschwinden alle Menschen außer ihm. Sein zweiter Wunsch ist die Aufhebung seines ersten Wunsches. Mulder schreibt seinen dritten Wunsch auf, um sehr genau zu sein, doch Scully überzeugt ihn davon, dass die Macht des Dschinns nicht dazu genutzt werden sollte, Menschen gut zu machen. Deshalb wünscht sich Mulder, dass Jenn frei sein kann. |           |                                  |                          |                      |                                       |                  |                                             |
| 161 | 22        | Alles beginnt in Oregon – Teil 1 | Requiem (1)              | 21. Mai 2000         | 19. März 2001                         | Kim Manners      | Chris Carter                                |
| In Bellefleur (Oregon) fährt Det. Miller zum Ort eines Flugzeugabsturzes. Als Miller dort ankommt, fällt die Elektrik seines Wagens aus und er hat einen Unfall. Miller kann sich aus seinem Auto befreien und findet in der Nähe seinen Deputy, Ray Hoese, der ohnmächtig in seinem Auto sitzt. Miles trifft auf einen Mann, der aussieht wie Hoese, grün blutet und somit als Alien-Kopfgeldjäger zu erkennen ist. In Tunesien erreicht Marita Covarrubias die Freilassung von Krycek aus einem Straflager. In den USA treffen sie den Raucher, der nun im Rollstuhl sitzt und ihnen vom Absturz eines UFOs in Oregon berichtet. In Oregon finden zwei Teenager die Absturzstelle, treffen dort auf Miles, der jegliches Unglück oder Feuer in der Gegend abstreitet. Als die beiden Jungen weiter durch die Gegend streifen, werden sie Zeugen von paranormalen Phänomenen. In Washington D.C. erhält Mulder einen Anruf von Billy Miles aus Bellefleur. Miles wurde vor sieben Jahren entführt, damals ermittelten Scully und Mulder dort [siehe Staffel 1, Episode 1]. Billy berichtet von Hoeses Verschwinden und befürchtet, dass die Entführungen wieder beginnen. Die Agenten kommen nach Bellefleur und treffen Billy, der nun auch Polizist ist, später treffen sie Det. Miller, bemerken aber nicht, dass es sich um den Alien-Kopfgeldjäger handelt, der die Gestalt von Billys Vater angenommen hat, nachdem er ihn getötet hat. Am Ort von Hoeses Verschwinden findet Scully drei Patronenhülsen, später sprechen sie mit Hoeses Frau, die zu ihrer Überraschung Theresa Nemman ist, die 1993 auch entführt wurde. Während sie Akten durcharbeiten, wird Scully plötzlich krank. In der Nacht werden sie zu Theresas Haus gerufen, sie ist verschwunden und Billy ist besorgt, weil Scully sich schlecht fühlt. Später untersuchen die Agenten die Absturzstelle, Scully wird von unbekannten Kräften in die Höhe geschleudert und Mulder findet sie kaum ansprechbar. Zuhause trifft Billy auf den Alien-Kopfgeldjäger in Gestalt seines Vaters. Er zieht seine Waffe doch legt sie dann nieder, woraufhin der Kopfgeldjäger seine wahre Gestalt offenbart. In diesem Moment kommen auch Scully und Mulder dort an, doch sie können die beiden Männer nicht auffinden. Die Agenten kehren nach Washington D.C. zurück, wo sie auf Skinner, Krycek und Marita treffen. Marita berichtet, dass der Raucher im Sterben liegt und das UFO finden will, um das Projekt neu zu beleben. Krycek erklärt, dass das UFO unter einem unsichtbaren Energiefeld versteckt ist. Zusammen mit den Einsamen Schützen finden sie die Position des UFOs. Mulder ist besorgt um Scully Gesundheit und möchte nicht, dass sie ihn nach Oregon begleitet. Sie will ihn aber nicht allein gehen lassen, weshalb Skinner und Mulder zusammen nach Oregon reisen. Scully und die Einsamen Schützen recherchieren weiter und hegen den Verdacht, dass Mulder in großer Gefahr schwebt, sollte er sich dem UFO nähern. Scully wird dann sehr krank und von den Schützen ins Krankenhaus gebracht. Mulder und Skinner suchen das UFO und Mulder läuft durch das Energiefeld und findet eine Gruppe von Entführten, darunter Billy und Theresa, im Lichtkegel eines UFOs. Mulder verschwindet mit der Gruppe, während ein fassungsloser Skinner das Verschwinden des UFOs beobachtet. Im Watergate-Komplex besuchen Krycek und Marita den Raucher, der bereits über den gescheiterten Plan Bescheid weiß. Krycek stürzt den Raucher daraufhin eine Treppe hinunter und es scheint so, als ob der Raucher dabei ums Leben gekommen ist. Im Krankenhaus erzählt Scully Skinner, dass sie schwanger sei und dies unbedingt geheim bleibe müsse. |           |                                  |                          |                      |                                       |                  |                                             |